# Oreogrammitis incognita
Oreogrammitis incognita är en stensöteväxtart som beskrevs av Barbara S. Parris. Oreogrammitis incognita ingår i släktet Oreogrammitis och familjen Polypodiaceae. Inga underarter finns listade.